# À travers les Ardennes flamandes 2016
La 3e édition de À travers les Ardennes flamandes a eu lieu le 5 mai 2016. La course fait partie du calendrier UCI Europe Tour 2016 en catégorie 1.2.

## Classement
| Classement final | Classement final    | Classement final | Classement final                   | Classement final   |
|                  | Coureur             | Pays             | Équipe                             | Temps              |
| ---------------- | ------------------- | ---------------- | ---------------------------------- | ------------------ |
| 1er              | Timothy Dupont      | Belgique         | Verandas Willems                   | en 4 h 18 min 17 s |
| 2e               | Alexander Edmondson | Australie        | Orica-BikeExchange                 | + 0 s              |
| 3e               | Rob Leemans         | Belgique         | Baguet-MIBA Poorten-Indulek-Derito | + 0 s              |
| 4e               | Joeri Stallaert     | Belgique         | Cibel-Cebon                        | + 0 s              |
| 5e               | Edward Planckaert   | Belgique         | Lotto-Soudal U23                   | + 0 s              |
| 6e               | Robbert De Greef    | Pays-Bas         | Join-S-De Rijke                    | + 0 s              |
| 7e               | Jelle Mannaerts     | Belgique         | Superano Ham-Isorex                | + 0 s              |
| 8e               | Stan Dewulf         | Belgique         | Lotto-Soudal U23                   | + 0 s              |
| 9e               | Kevin Deltombe      | Belgique         | Lotto-Soudal U23                   | + 0 s              |
| 10e              | James Shaw          | Royaume-Uni      | Lotto-Soudal U23                   | + 0 s              |
| modifier         |                     |                  |                                    |                    |